# Tetrastichus partellus
Tetrastichus partellus är en stekelart som beskrevs av Muhammad Sharif Khan och Sushil 1993. Tetrastichus partellus ingår i släktet Tetrastichus och familjen finglanssteklar. Inga underarter finns listade i Catalogue of Life.